# 침시안어족
침시안어족(Tsimshianic)은 태평양 북서부에 분포하는 어족이다. 소속 언어는 모두 사멸했거나 사멸 위기이며 약 8천 명의 침시안족 인구 중 2천 명 정도가 아직 침시안 언어를 말할 줄 안다. 화자는 캐나다 브리티시컬럼비아주 북서부와 미국 알래스카주 남동단의 아네트섬과 케치캔에 분포한다.
4개의 언어 또는 방언이 알려져 있으며, 다른 어떤 언어와도 관련성이 밝혀진 바 없다. 에드워드 사피어의 페누티어족(Penutian) 가설에 포함되었으나 이는 널리 받아들여지지 않는다.

## 분류
- 침시안어파(해양 침시안어)
  - 해안 침시안어(Coast Tsimshian)
  - 남부 침시안어(Southern Tsimshian)
- 니스가아-깃크산어파(내륙 침시안어)
  - 니스가아어(Nisga'a)
  - 깃크산어(Gitxsan)

## 같이 보기
- 침시안족